# グナワ・ディフュージョン
グナワ・ディフュージョン（Gnawa Diffusion）は、フランスのグルノーブルに拠点を置く、フランスとアルジェリアのグナワ音楽のバンドである。
グループのリード・シンガー、アマジグ（Amazigh タマージク語で「自由な人」の意）は、アルジェリアの作家で詩人のカテブ・ヤシーン（Kateb Yacine）の息子。グナワ人の音楽であるグナワ音楽の強い影響を受けている。バンドはレゲエとルーツ音楽を混合している点で注目されている。グナワ・ディフュージョンは、アルジェリアで大きな人気を誇り、モロッコやフランスその他の多くの国でもよく知られている。バンドの楽曲の歌詞は、アラビア語、タマージク語、フランス語、そして英語で書かれる。グナワ・ディフュージョンは、1993年のアルバム『Légitime différence』の発表を皮切りとして活動を開始した。
バンドのメンバー：
- アマジグ・カテブ（Amazigh Kateb） - ボーカル、ギンブリ
- ムハンマド・アブデッヌール（Mohamed Abdenour） - アルジェリアン・マンドール、バンジョー、カルカベ、コーラス
- ピエール・ボネ（Pierre Bonnet） - ベース
- フィリープ・ボネ（Philippe Bonnet） - ドラム
- サラー・メグイバ（Salah Meguiba） - キーボード、オリエンタル・パーカッション、コーラス
- ピエール・フジエ（Pierre Feugier） - ギター、コーラス、カルカベ
- アブドゥル・アズィーズ・マイスール（Abdel Aziz Maysour）
- アマル・シャウイ（Amar Chaoui） - パーカッション、コーラス

リード・シンガーによる歌詞は、しばしば論議を呼ぶ内容となっている。その主題は、アルジェリアの貧困や政府における汚職についての主張、世界規模の軍事行動や帝国主義の糾弾など多岐にわたる。このバンドには強力な政治的志向は確かにあるが、同時に民族自決と改善に焦点をあてた楽曲も書いている。

## ディスコグラフィ

### アルバム
- Légitime différence (1993年)
- Algeria (1997年、Melodie)
- 『バベル・ウェド・キングストン』 - Bab El Oued Kingston (1999年、Musisoft)[3]
- DZ Live (2002年、Next Musique)
- 『スーク・システム』 - Souk System (2003年、Warner)
- 『ファッキング・カウボーイズ』 - Fucking Cowboys (2007年、D'JAMAZ Production)
- 『時代の棘』 - Shock El Hal (2012年)